# Malše
 (octobre 2014).
Si vous disposez d'ouvrages ou d'articles de référence ou si vous connaissez des sites web de qualité traitant du thème abordé ici, merci de compléter l'article en donnant les références utiles à sa vérifiabilité et en les liant à la section « Notes et références ».
La Malše (nom en tchèque ; Maltsch en allemand) est une rivière d'Autriche et de Tchéquie, affluent de la Vltava à České Budějovice, donc sous-affluent de l'Elbe.

## Présentation
Elle prend sa source dans le Viehberg, en Autriche à 985 m d'altitude et coule sur une longueur de 96 km.